# Angelo Vincenzo Zani
Angelo Vincenzo Zani (n. Pralboino, Lombardía, Italia, 24 de marzo de 1950) es un arzobispo católico, teólogo, filósofo y profesor italiano.

## Biografía

### Primeros años y formación
Nacido en la localidad italiana de Pralboino de la región de Lombardía, el 24 de marzo de 1950.
Tras finalizar sus estudios primarios y secundarios, entró en el Seminario de la ciudad de Brescia donde realizó su formación eclesiástica y en Filosofía y Teología. Más tarde se trasladó a Roma para completar sus estudios de Teología en la Universidad Pontificia de Santo Tomás de Aquino y seguidamente obtuvo su Doctorado en Teología por la Pontificia Universidad Lateranense.

### Sacerdocio
Fue ordenado sacerdote el día 20 de septiembre de 1975, por el obispo Mons. Luigi Morstabilini, para la Diócesis de Brescia.
A continuación, asistió a la Pontificia Universidad Gregoriana, donde obtuvo una Licenciatura en Ciencias sociales.
Seguidamente, regresó a su diócesis natal (la de Brescia) y se convirtió en Vice-Rector del Instituto "C. Arici". De 1983 a 1995, fue profesor de Sociología en el Instituto Filosófico-Teológico de los Salesianos de la localidad de Nave y de Sociología de la religión en el Instituto Teológico "Pablo VI" del seminario de Brescia.
A su vez, contribuyó a la fundación del Instituto Superior de Estudios religiosos en la Universidad Católica del Sagrado Corazón y fue director del Secretariado diocesano, de la Escuela sacerdotal y pastoral y también fue uno de los delegados de la Conferencia episcopal de Lombardía para la educación católica.
Posteriormente en 1995, comenzó a dirigir la Oficina de Educación Nacional, Escuelas y Universidades de la Conferencia Episcopal Italiana y en 2002 fue nombrado Subsecretario de la Congregación para la Educación Católica.

### Episcopado
Luego el 9 de noviembre de 2012 fue nombrado Secretario General de la misma congregación y además fue elevado al cargo de Arzobispo Titular de la antigua Sede de Volturnum. Recibió la consagración episcopal el 6 de enero de 2013, a manos de Benedicto XVI.
El 19 de diciembre de 2017 fue confirmado como secretario de la Congregación para la Educación Católica  in aliud quinquennium y como consultor de la Congregación para la Doctrina de la Fe  in aliud quinquennium.
Tras la entrada en vigor de la constitución apostólica Praedicate evangelium el 5 de junio de 2022 cesó como secretario de la Congregación para la Educación Católica.
El 26 de septiembre de 2022 fue nombrado Archivero y Bibliotecario de la Santa Romana Iglesia, usque ad septuagesimum quintum annum aetatis.